# Cheval d'amazone sous un porche
Cheval d’amazone sous un porche est un tableau réalisé par Pieter Cornelisz Verbeeck (Haarlem, vers 1600–1654)  entre 1630 et 1654. Il fait partie de la collection de peintures hollandaises du musée des Augustins de Toulouse.

## Description
Ce tableau met en scène l’un des motifs de prédilection de l’artiste, omniprésent dans ses peintures et la plupart de ses dessins : le cheval. Exécuté à l’huile sur un panneau de chêne entre 1630 et 1654, il se distingue par ses dimensions modestes, avec une hauteur de 31 cm et une largeur de 24,4 cm. La signature de l’artiste, « P. Verbeecq », est visible en bas à droite, gravée sur une pierre. L’œuvre a fait partie de la collection privée d’Anne-François-Victor Le Tonnelier de Breteuil (1724-1794), évêque de Montauban et député du clergé aux États généraux de 1789. Comme d’autres pièces de cette collection, elle a été saisie en 1794 pendant la Révolution française. Par un arrêté du ministre de la Culture en date du 4 février 2004, le tableau a été définitivement transféré au patrimoine de la ville de Toulouse.
Au centre de cette composition délicate se trouve un cheval blanc, somptueusement harnaché, et, à gauche de celui-ci, un lévrier repose endormi, tous deux attendant patiemment leur cavalière. Le cheval porte un équipement d’une grande minutie, manifestement destiné à une femme. L’existence de la selle d’amazone, qui donne son titre à l’œuvre, confirme de manière évidente la présence d’une cavalière plutôt que d’un cavalier.
La lumière pénètre la scène par la gauche, en hauteur, et, grâce à la maîtrise du peintre dans le jeu subtil entre lumière et ombre, la robe éclatante du cheval met en valeur son anatomie. Celle-ci se caractérise par des courbes prononcées, des membres massifs et des plis délicats soulignant l’encolure. Bien que Verbeeck ait lui-même représenté des chevaux aux proportions et aux formes variées, il cherche ici à saisir une posture emblématique de l’animal, conférant ainsi une expressivité particulière à sa composition.
Le traitement du harnachement se révèle comme un aspect essentiel de l’œuvre. Verbeeck, en véritable spécialiste du monde équestre, le rend avec une précision remarquable. Ce type de harnachement, orné de lambrequins et de glands, est fréquemment associé, dans d’autres compositions de l’artiste, à des figures féminines ou à des personnages orientaux. Dans ses premières œuvres, notamment dans ses gravures, l’accoutrement de ces figures semble s’inspirer de Rembrandt. La représentation de ces éléments témoigne d’un soin minutieux, propre à un travail presque « orfèvre », soulignant l’attention particulière portée par Verbeeck aux détails.
Horst Gerson a décrit Verbeeck comme un peintre dont le regard se rapproche de celui du graveur, juxtaposant lignes et plans tranchés. Il semble donc naturel que le lévrier de ce tableau ait été transcrit en gravure près d’un cavalier endormi. On retrouve en effet ce groupe dans une œuvre conservée à Londres.
Ce tableau s’inscrit dans une tendance générale observée parmi les peintres hollandais du milieu du XVIIᵉ siècle, qui témoignent d’un intérêt marqué pour les représentations de chevaux, qu’ils soient isolés ou présentés dans des groupes de cavaliers. Tandis que des artistes tels que Paulus Potter (1625–1654) ont réalisé de véritables « portraits » de chevaux, dans lesquels les animaux adoptent fréquemment une pose rigide, ou que des peintres comme Johannes Lingelbach (1622–1674), Ludolf de Jongh (1616–1679), et surtout Philips Wouwerman ont créé des scènes mondaines mettant en scène des cavaliers et des chasseurs, Verbeeck choisit de s’orienter vers une narration à caractère anecdotique. Il oppose ainsi, dans ce tableau, une atmosphère d’intimité et de simplicité silencieuse : celle d’un cheval sellé et d’un lévrier attendant patiemment leur cavalière. Par cette approche, il se rapproche de son contemporain d’Utrecht, Dirck Stoop (vers 1618–1686).
Les œuvres de Verbeeck demeurent relativement rares, et l’origine de ce tableau reste inconnue. Cependant, une description d’un tableau de la collection du prince « Heinrich de Prusse » au château de Rheinstein, rapportée par Horst Gerson, suggère l’existence d’une autre version ou copie de ce panneau, vraisemblablement similaire à celui conservé à Toulouse.